# Huoy Meas
Huoy Meas (khmer : ហួយ មាស ; 6 janvier 1946 - vers 1977,) également connue sous le nom de Meas Mathrey, est une chanteuse et présentatrice radio cambodgienne dans les années 1960 et au début des années 1970.

## Biographie
Elle est née dans la commune de Svay Por, district de Sangker, province de Battambang, Cambodge. Elle est également juge (avec d'autres chanteurs tels que Sinn Sisamouth, Liev Tuk (en), Touch Teng, Mao Sareth (en) et Chhoun Malai) lors du concours public officiel de chansons Samach Cheat, créé par le chef de l'État Norodom Sihanouk.
Jusqu'à ce que les Khmers rouges prennent le contrôle du Cambodge en avril 1975, Meas est la DJ féminine la plus populaire du pays, travaillant pour la station de radio nationale et promouvant la scène rock et pop cambodgienne. Au cours de son travail à la Radio nationale (RNK), elle interviewe des artistes cambodgiens comme Mao Sareth, Sos Math et d'autres qui jouent un rôle important dans l'industrie musicale du Cambodge à cette époque. Elle est également une chanteuse populaire, connue pour ses paroles mélancoliques sur sa propre vie personnelle. Norodom Sihanouk compare ses paroles et son style de chant à ceux d'Edith Piaf. Ses chansons les plus connues incluent Samros Borey Tioulong et Unique Child.
Meas disparaît pendant le génocide cambodgien de la fin des années 1970. L'une des premières actions des Khmers rouges après leur prise de contrôle du Cambodge est de réquisitionner le service de radio nationale où travaille Meas. On pense qu'elle fait partie des millions d'habitants de Phnom Penh qui reçoivent l'ordre d'évacuer la ville et de s'installer à la campagne pour devenir ouvriers agricoles. Srey Channthys déclare dans des interviews que Huoy Meas avait été violée par plusieurs soldats khmers rouges puis tuée,, bien que son sort exact n'ait jamais été confirmé. Son travail en tant que personnalité de la radio et artiste d'enregistrement est présenté dans le film documentaire de 2015 Don't Think I've Forgotten.